# Wereldkampioenschappen schoonspringen 2022
De wereldkampioenschappen schoonspringen 2022 werden van 26 juni tot en met 3 juli 2022 gehouden in de Donau-arena in Boedapest, Hongarije. Het toernooi was onderdeel van de wereldkampioenschappen zwemsporten 2022. De Chinese ploeg slaagde erin alle gouden medailles te winnen.

## Medailles

### Mannen
| Onderdeel   | Goud                         | Goud        | Zilver                                           | Zilver      | Brons                                    | Brons       |
| Individueel | Individueel                  | Individueel | Individueel                                      | Individueel | Individueel                              | Individueel |
| ----------- | ---------------------------- | ----------- | ------------------------------------------------ | ----------- | ---------------------------------------- | ----------- |
| 1 m plank   | Wang Zongyuan China          | 493,30      | Jack Laugher Verenigd Koninkrijk                 | 426,95      | Li Shixin Australië                      | 395,40      |
| 3 m plank   | Wang Zongyuan China          | 561,95      | Cao Yuan China                                   | 492,85      | Jack Laugher Verenigd Koninkrijk         | 473,30      |
| 10 m toren  | Yang Jian China              | 515,55      | Rikuto Tamai Japan                               | 488,00      | Yang Hao China                           | 485,45      |
| Synchroon   |                              |             |                                                  |             |                                          |             |
| 3 m plank   | China Cao Yuan Wang Zongyuan | 459,18      | Verenigd Koninkrijk Anthony Harding Jack Laugher | 451,71      | Duitsland Timo Barthel Lars Rüdiger      | 376,05      |
| 10 m toren  | China Yang Hao Lian Junjie   | 467,79      | Verenigd Koninkrijk Matty Lee Noah Williams      | 427,71      | Canada Rylan Wiens Nathan Zsombor-Murray | 417,12      |

### Vrouwen
| Onderdeel   | Goud                          | Goud        | Zilver                                        | Zilver      | Brons                                        | Brons       |
| Individueel | Individueel                   | Individueel | Individueel                                   | Individueel | Individueel                                  | Individueel |
| ----------- | ----------------------------- | ----------- | --------------------------------------------- | ----------- | -------------------------------------------- | ----------- |
| 1 m plank   | Li Yajie China                | 300,85      | Sarah Bacon Verenigde Staten                  | 276,65      | Mia Vallée Canada                            | 276,60      |
| 3 m plank   | Chen Yiwen China              | 366,90      | Mia Vallée Canada                             | 329,00      | Chang Yani China                             | 325,85      |
| 10 m toren  | Chen Yuxi China               | 417,25      | Quan Hongchan China                           | 416,95      | Pandelela Rinong Maleisië                    | 338,85      |
| Synchroon   |                               |             |                                               |             |                                              |             |
| 3 m plank   | China Chang Yani Chen Yiwen   | 343,14      | Japan Rin Kaneto Sayaka Mikami                | 303,00      | Australië Maddison Keeney Anabelle Smith     | 294,12      |
| 10 m toren  | China Chen Yuxi Quan Hongchan | 368,40      | Verenigde Staten Delaney SCNell Katrina Young | 299,40      | Maleisië Nur Dhabitah Sabri Pandelela Rinong | 298,68      |

### Gemengd
| Onderdeel       | Goud                           | Goud   | Zilver                                 | Zilver | Brons                                                      | Brons  |
| --------------- | ------------------------------ | ------ | -------------------------------------- | ------ | ---------------------------------------------------------- | ------ |
| 3 m plank       | China Zhu Zifeng Lin Shan      | 324,15 | Italië Matteo Santoro Chiara Pellacani | 293,55 | Verenigd Koninkrijk James Heatly Grace Reid                | 287,61 |
| 10 m toren      | China Duan Yu Ren Qian         | 341,16 | Oekraïne Sofiya Lyskun Oleksii Sereda  | 317,01 | Verenigde Staten Delaney SCNell Carson Tyler               | 315,90 |
| Landenwedstrijd | China Quan Hongchan Bai Yuming | 391,40 | Frankrijk Jade Gillet Alexis Jandard   | 358,50 | Verenigd Koninkrijk Andrea Spendolini-Sirieix James Heatly | 357,60 |

### Medaillespiegel
| Plaats | Land                | Goud | Zilver | Brons | Totaal |
| 1      | China               | 13   | 2      | 2     | 17     |
| 2      | Verenigd Koninkrijk | 0    | 3      | 3     | 6      |
| 3      | Verenigde Staten    | 0    | 2      | 1     | 3      |
| 4      | Japan               | 0    | 2      | 0     | 2      |
| 5      | Canada              | 0    | 1      | 2     | 3      |
| 6      | Frankrijk           | 0    | 1      | 0     | 1      |
| 6      | Italië              | 0    | 1      | 0     | 1      |
| 6      | Oekraïne            | 0    | 1      | 0     | 1      |
| 9      | Australië           | 0    | 0      | 2     | 2      |
| 9      | Maleisië            | 0    | 0      | 2     | 2      |
| 11     | Duitsland           | 0    | 0      | 1     | 1      |
| Totaal | Totaal              | 13   | 13     | 13    | 39     |

Openwaterzwemmen · Schoonspringen · Synchroonzwemmen · Waterpolo · Zwemmen
Belgrado 1973 · 
Cali 1975 · 
West-Berlijn 1978 · 
Guayaquil 1982 · 
Madrid 1986 · 
Perth 1991 · 
Rome 1994 · 
Perth 1998 · 
Fukuoka 2001 · 
Barcelona 2003 · 
Montréal 2005 · 
Melbourne 2007 · 
Rome 2009 · 
Shanghai 2011 · 
Barcelona 2013 · 
Kazan 2015 · 
Boedapest 2017 · 
Gwangju 2019 · 
Boedapest 2022 · 
Fukuoka 2023 · 
Doha 2024